# Marit Bjørgen
Marit Bjørgen (Trondheim, 21 de março de 1980) é uma esquiadora norueguesa que compete em provas de esqui de fundo. 
Bjørgen conquistou três medalhas de ouro nos Jogos Olímpicos de Vancouver, em 2010, Canadá, no qual saiu como maior medalhista com cinco medalhas. Na edição seguinte, em Sóchi, conquistou mais três medalhas, sendo todas elas de ouro. Em sua quinta Olimpíada, Bjørgen conquistou mais cinco medalhas nos Jogos Olímpicos de PyeongChang, totalizando 15 e tornando-se a atleta com mais medalhas na história dos Jogos Olímpicos de Inverno.